# Ю Чун Сан
У цьому корейському імені прізвище (Ю) стоїть перед особовим ім'ям.
Ю Чун Сан (кор. 유준상, ханча: 劉俊相, нар. 28 листопада 1969) — південнокорейський актор і співак. Чун Сан найбільш відомий завдяки головним ролям у фільмах режисера Хон Сан Су: «Хахаха» (2010), «День, коли він прийшов» (2011) і «У іншій країні» (2012). Він також отримав визнання за ролі другого плану в «Повернення» (2007) і «Мох» (2010), а в 2012 році він отримав нову популярність завдяки телевізійній драмі «Мій чоловік має сім'ю». Окрім кіно та телебачення, Чун Сан також активно працює в музичному театрі, зокрема у виставах «Три мушкетери», «Джек-Різник» і «Дні».

## Кар'єра
Ю Чун Сан закінчив Університет Тонґук зі ступенем бакалавра за спеціальністю «Театру та кіно» та ступенем магістра за спеціальністю «Театральне мистецтв». Розпочавши свою кар'єру в 1995 році через відкрите прослуховування каналу SBS, Чун Сан побудував стабільну акторську кар'єру завдяки своїм ролям у фільмах і телесеріалах. Він також виступає в сценічних мюзиклах, зокрема в «Кігті янгола», «Три мушкетери», «Джек-Різник», «Ребекка», у Jukebox-мюзиклах «Дні» і «Франкенштейн» на основі пісень Кім Кван Сока. Крім того, з 2010 року Чун Сан є штатним викладачем Корейського інституту мистецтв.
Він виконав незабутню роль другого плану в ролі цинічного прокурора у фільмі «Мох» 2010 року, таємничому блокбастері, заснованому на популярному вебтуні. Його гра принесла йому перемогу в номінаціях «Найкращий актор другого плану» на «Кінопремії Буїль» і «Премії мистецького кіно Чхунса». Він також став найкращим актором другого плану на «Премії «Великий дзвін»» за медичний трилер 2007 року «Повернення».
Але найбільше Чун Сан відомий як постійний актор у авторських художніх фільмів Хон Сан Су. У 2011 році він став хедлайнером фільму «День, коли він прийшов», який приніс йому нагороду за найкращу чоловічу роль на церемонії вручення «Премії пусанських кінокритиків». Він також знявся у фільмі «Хахаха», який отримав головний приз у секції «Особливий погляд» на Каннському кінофестивалю 2010 року, на якому Чун Сан та його колеги по акторському складу пройшлися червоною доріжкою. Коли режисера Хон Сан Су попросили описати актора, він сказав, що «Чун Сан… добра людина. […] Він мені просто… подобається. Він мені дуже подобається. Він — людина з драйвом, яка мене не дратує. Його чесність також мене не дратує, і мені подобається його енергія. Його енергія має чистий колір. І я думаю, що він дуже допомагає, коли ми працюємо разом». Режисер запропонував йому роль разом із відомою французькою акторкою Ізабель Юппер у першому англомовному фільмі Хона «У іншій країні». Він описав Юппер як «особу, яка приносить справжню радість» при роботі з нею, а вона похвалила його як «доброго та харизматичного». Чун Сан був виокремлений у рецензії від The Hollywood Reporter як викрадач сцени фільму.
Після п'ятирічної відсутності на телебаченні він повернувся зі своєю роллю у серіалі «Мій чоловік має сім'ю» (також відомому як «Несподіваний ти») з Кім Нам Джу в головній ролі. Драма стала великим хітом, вона не лише стабільно займала перші позиції протягом тривалого періоду, але й займала перше місце в щорічному телевізійному рейтингу 2012 року. У результаті Чун Сан отримав найбільший сплеск мейнстрімної популярності з моменту свого дебюту, уклавши комерційні контракти та отримавши прізвисько «зять нації».
У 2012 році він опублікував свої мемуари під назвою «Винахід щастя». Чун Сан сказав, що почав писати щоденники ще в університеті, коли його професор порадив йому спробувати щороку заповнювати принаймні один щоденник особистими роздумами. Книга містила яскраві моменти з його 20-річного життя ведення щоденника від студентських днів, моментів на фільмуванні кількох проєктів до подорожей і відпусток, а також вірші та замальовки, які актор робив у повсякденному житті. Він пожертвував усі прибутки з продажу книги на благодійність, особливо бідним дітям.
Для блокбастера-бойовика у повітрі «R2B: Повернення до бази» Чун Сан разом з рештою акторського складу довелося пройти кількамісячну фізичну підготовку для ролі пілотів реактивних винищувачів. Актори також повинні були пройти обов'язкові тести для реальних пілотів, щоб потрапити в кабіну, а саме, камеру низького тиску, процедуру аварійної евакуації, симуляцію польоту, а також тренування для розвитку терпимості до прискорення. Повідомлялося, що Чун Сан двічі втрачав свідомість, перш ніж він склав тест на 6G, пройшовши лише з третьої спроби.
Чун Сан переніс операцію на коліні після травми хрестоподібної зв’язки під час фільмування фільму «Легендарні кулаки». Бойовик розповідає про групу чоловіків середнього віку, які борються в реаліті-шоу за грошовий приз. 19 грудня 2013 року він випустив свій перший альбом під назвою «Junes»; окрім співу, Чун Сан скомпонував музику, написав тексти пісень та спродюсував усі сім пісень. Другий альбом Чун Сана, «JN Joy 20: Travel Project One, Just Travel… Walking… and Thinking…», був створений у співпраці з гітаристом Лі Джун Хва і випущений 13 листопада 2014 року, після чого відбувся його перший концерт.

## Особисте життя
Крім акторської майстерності, співу та письма, Чун Сан також може грати на кількох музичних інструментах, зокрема на гітарі, саксофоні, скрипці та піаніно. У грудні 2012 року він представив 20 своїх робіт на ярмарку «Art Asia».
У 2003 році він одружився з актрисою Хон Ин Хі, і у них є двоє синів на ім'я Ю Тон У та Ю Мін Дже. Тон У з'явився в короткометражному фільмі 2011 року «Сучасна сім'я».
У ток-шоу «Healing Camp» він розповів про свою любов до овдовілої матері, яка перенесла в 2011 році мозковий геморагічний інсульт.

## Фільмографія

### Фільми
| Рік  | Назва                                | Роль                       | Замітки                    |
| ---- | ------------------------------------ | -------------------------- | -------------------------- |
| 1999 | «Розкажи мені щось»                  | Кім Кі Йон                 |                            |
| 2000 | «Нічний кошмар»                      | Чон Ук                     |                            |
| 2001 | «Повернись, сповідь Червоного Петра» |                            |                            |
| 2003 | «Шоу Шоу Шоу»                        | Сан Хе                     |                            |
| 2005 | «Весільна кампанія»                  | Хі Чхоль                   |                            |
| 2007 | «Повернення»                         | Кан Ук Хан                 |                            |
| 2009 | «Як ви знаєте все це»                | Містер Ко                  |                            |
| 2009 | «Де Ронні…»                          | Ін Хо                      |                            |
| 2010 | «Хахаха»                             | Пан Чун Сік                |                            |
| 2010 | «Мох»                                | Прокурор Пак Мін Ук        |                            |
| 2011 | «Останнє квітіння»                   | Кім Кин Док                |                            |
| 2011 | «Список»                             |                            | короткий фільм             |
| 2011 | «День, коли він прийшов»             | Сон Джун                   |                            |
| 2012 | «У іншій країні»                     | Рятувальник                |                            |
| 2012 | «R2B: Повернення до бази»            | Лі Чхоль Хі                |                            |
| 2012 | «Дотик»                              | Пак Тон Сік                |                            |
| 2012 | «Замбезія»                           | Сапсан Тендай              | (голос, корейський дубляж) |
| 2013 | «Нічия донька Хевон»                 | Чун Сік                    |                            |
| 2013 | «Легендарні кулаки»                  | Лі Сан Хун                 |                            |
| 2014 | «Ціль»                               | Сон Кі Чхоль               |                            |
| 2015 | «Питання тлумачення»                 | Детектив                   |                            |
| 2015 | «Сердитий художник»                  | Художник                   |                            |
| 2015 | «Прямо зараз, а не потім»            | Ан Сон Ґук                 |                            |
| 2015 | «Карта проти світу»                  | Хинсон Девонгун            |                            |
| 2017 | «Разом із богами: Два світи»         | Загиблий пожежник          |                            |
| 2019 | «Готель біля річки»                  | Пьон Су                    |                            |
| 2022 | «Чесний кандидат 2»                  | Президент Республіки Корея | Особлива поява             |
| 2022 | «Хлопці»                             | Чхве У Сон                 | Прем'єра відбулася на BIFF |

### Телесеріали
| Рік          | Назва                                                    | Роль                             | Мережа    |
| ------------ | -------------------------------------------------------- | -------------------------------- | --------- |
| 1994         | «Ккачхіне»                                               |                                  | SBS       |
| 1995         | «Агата Крісті»                                           |                                  | SBS       |
| 1996         | «Чоловіча експедиція»                                    |                                  | SBS       |
| 1996         | «Кращий театр MBC: Чоловік відкриває двері холодильника» | Че Мін                           | MBC       |
| 1996         | «Коли лосось повернеться»                                | Хан Че Джун                      | SBS       |
| 1997         | «Весільна сукня»                                         |                                  | KBS2      |
| 1997         | «Кращий театр MBC: Трицикл»                              | Мін Су                           | MBC       |
| 1997         | «Кращий театр MBC: Доки ти не заснеш»                    | Чоловік                          | MBC       |
| 1998         | «Таверня Надії»                                          |                                  | KBS1      |
| 1998         | «Накраще у неділю: Квітневий концерт»                    | Джун Хо                          | KBS2      |
| 1998         | «Я кохаю тебе, вибач»                                    |                                  | KBS2      |
| 1998         | «Незнайомець»                                            | Пом Су                           | MBC       |
| 1998         | «Білі ночі 3.98»                                         | Кім Чін Сок                      | SBS       |
| 1999         | «Юне сонце»                                              | Юн Че Хьок                       | SBS       |
| 1999         | «Ми бачили втрачену маленьку пташку»                     |                                  | KBS2      |
| 1999         | «Накраще у неділю: Тридцять однорічний перший поцілунок» |                                  | KBS2      |
| 1999         | «Віолончель»                                             | Пак Кі Тхе                       | SBS       |
| 1999         | «Остання війна»                                          | Кім Тхе Джун                     | MBC       |
| 1999         | «До побачення, моє кохання»                              | Сон Те Хо                        | MBC       |
| 1999         | «Магічний замок»                                         | Лі Пхун Джін                     | KBS2      |
| 2000         | «Дочка м'ясника»                                         |                                  | SBS       |
| 2000         | «Повне сонце»                                            | Кан Мін Ґі                       | KBS2      |
| 2001         | «Як мені бути?»                                          | На Кі Чхан                       | MBC       |
| 2001         | «Життя прекрасне»                                        | Нам Чон У                        | KBS2      |
| 2001         | «Лис і цукрова вата»                                     | Пон Кан Чхоль                    | MBC       |
| 2002         | «Прихилність»                                            | Чо Пьон Су                       | SBS       |
| 2002         | «Інспектор Пак Мун Су»                                   | Пак Мун Су                       | MBC       |
| 2004         | «Жінка, що хоче одружитися»                              | Сін Чун Хо                       | MBC       |
| 2005         | «Земля»                                                  | Кім Кіль Сан                     | SBS       |
| 2005         | «Золоті дні Йон Дже»                                     | Ом Чун Со                        | MBC       |
| 2007         | «Поспій за каннамськими мамами»                          | Со Сан Вон                       | SBS       |
| 2012         | «Мій чоловік має сім'ю»                                  | Пан Кві Нам/Террі Кан            | KBS2      |
| 2013         | «Таємниця народження»                                    | Хон Кьон Ду                      | SBS       |
| 2013         | «Моє кохання із зірки»                                   | Шеф відділу Ю (камео, серії 2-3) | SBS       |
| 2015         | Почув це через виноградну лозу                           | Хан Чон Хо                       | SBS       |
| 2016         | «Мати, яка працює, та тато, що вихувує дітей»            | Лі Мун Хан (камео)               | MBC       |
| 2016         | «Щуролов»                                                | Юн Хі Сон                        | tvN       |
| 2017         | «Спотворені»                                             | Лі Сок Мін                       | SBS       |
| 2019         | «Печінка або смерть»                                     | Лі Пхун Сан                      | KBS2      |
| 2020         | «Витончені друзі»                                        | Ан Кун Чхоль                     | JTBC      |
| 2020–дотепер | «Феноменальні чутки»                                     | Ка Мо Тхак                       | JTBC, tvN |
| 2021         | «Пентхаус 2»                                             | Чон Ту Ман (камео)               | SBS       |
| 2022–23      | «Алхімія душ»                                            | Пак Чін                          | tvN       |

### Телешоу
| Рік  | Назва               | Роль        | Мережа |
| ---- | ------------------- | ----------- | ------ |
| 2019 | Профінансуємо разом | У ролі себе | MBC    |

### Музичні відео
| Рік  | Назва                     | Артист    |
| ---- | ------------------------- | --------- |
| 2003 | «Can't I?»                | Хвісон    |
| 2007 | «Oh, You Beautiful Woman» | Ю Чун Сан |

## Театр
| Рік       | Назва               | Роль                | Повторення ролі              |
| --------- | ------------------- | ------------------- | ---------------------------- |
| 1995      | «Вороги жінок»      |                     |                              |
| 1998      | «Бріолін»           |                     |                              |
| 2001      | «П'єса»             |                     |                              |
|           | «Кохання і кохання» |                     |                              |
| 2004      | «Двоє чоловіків»    |                     |                              |
| 2005      | «Пристрасть дощу»   |                     |                              |
| 2007      | «Кігті янгола»      | Іль Ду/Іду          |                              |
| 2008      | «Життя»             | Соня                |                              |
| 2008–2009 | «Щасливе життя»     | Пом Джін            |                              |
| 2009      | «Три мушкетери»     | Атос / Д'Артаньян   | 2010, 2011, 2013, 2014, 2018 |
| 2009      | «Джек-Різник»       | Андерсон            | 2010, 2011, 2012             |
| 2013      | «Ребекка»           | Максим де Вінтер    |                              |
| 2013      | «Дні»               | Чон Хак             | 2014, 2015, 2016—2017        |
| 2014      | «Франкенштейн»      | Віктор Франкенштайн | 2015                         |
| 2015      | «Робін Гуд»         | Робін Гуд           |                              |
| 2017      | «Бен-Гур»           | Юда Бен-Гур         |                              |
| 2018      | «Барнум»            | Ф. Т. Барнум        |                              |
| 2018–2019 | «Дні»               | Чха Чун Хак         |                              |
| 2021      | «Бітлджюс»          | Бітлджюс            | [ 43 ]                       |

## Дискографія
| Інформація про альбом | Список треків |
| --- | --- |
| «Oh, You Beautiful Woman» - 1 трек з «Lee Eun-ju: Only One» - Випущено: 16 лютого 2007 - Лейбл: Mnet Media, CJ Music                                                         | Список треків 7. 오, 그대는 아름다운 여인 (Oh, You Beautiful Woman) — Ю Чун Сан |
| «Don't Turn Off the Lights» - 1 трек з «Love Tree Project: Namoo Actors Charity Project» - Випущено: 8 січня 2010 - Лейбл: Ode Music, KT Music                               | Список треків 8. 꺼지지 않는 불빛 (Don't Turn Off the Lights) — Ю Чун Сан |
| «Gray City / I Hate This City» - 2 треки з «Jack the Ripper», що є акторським записом - Випущено: 9 серпня 2010 - Лейбл: M Musical Company, Windmill Media, Mirrorball Music | Список треків 11. 회색도시 (Gray City) — Ансамбль, Ю Чун Сан 22. 이 도시가 싫어 (I Hate This City) — Ансамбль, Ю Чун Сан |
| «Ce Song» - 1 трек з «My Husband Got a Family OST» - Випущено: 17 серпня 2012 - Мітка: The Groove Entertainment, LOEN Entertainment                                          | Список треків 2. Ce Song – Ю Чун Сан (feat. Квак Дон Йон та Кім Сан Хо) |
| «Junes» - Альбом - Артист: Ю Чун Сан - Випущено: 20 грудня 2013 - Лейбл: CJ Music                                                                                            | Список треків 1. 27과 33 그 해 여름 사이 2. 사랑이 필요해 3. 아름다운 아름다운 4. Making Room 5. 그대에게 다가가는 순간 (feat. Лі Та Йон з Taurine) 6. In Tokyo 7. 27과 33 여름 사이 |
| «Travel Project One: Just Travel… Walking… And Thinking…» - Альбом - Артисти: JN Joy 20 (Ю Чун Сан, Лі Чун Хва) - Випущено: 17 листопада 2014 - Label: Mirrorball Music      | Список треків 1. 기타 치기 좋은 오후 2. 나의 본적을 찾아서 3. Now(nä) 4. 기차 너머 보이는 저 풍경 위를 따라가다 보면 5. The Path You've Been 6. 이제 울지 마 7. 어떤 사람이 될까? 8. I'll Call The Name 9. 너에게 못다 한 이야기 10. 공연할 때 눈물을 너무 많이 흘려서 앞으로 눈물이 안 나오면 어쩌나 걱정하는 어느 연기자의 고백 |

## Книга
| Рік  | Назва           | Видавець | ISBN               |
| ---- | --------------- | -------- | ------------------ |
| 2012 | «Винахід щастя» | Yolimwon | ISBN 9788970637426 |

## Посольство
- Посол зі зв'язків із громадськістю літературної премії Пак Кьон Рі (2022)[45]

## Нагороди та номінації
| Рік  | Нагорода                                    | Категорія                                                            | Робота                          | Результат |
| ---- | ------------------------------------------- | -------------------------------------------------------------------- | ------------------------------- | --------- |
| 2001 | Премія MBC драма                            | Нагорода за майстерність, кращий актор                               | «Як мені бути?»                 | Перемога  |
| 2001 | Премія MBC драма                            | Нагорода за популярність                                             | «Як мені бути?»                 | Перемога  |
| 2002 | 8-ма Премія корейського мюзикла             | Кращий актор                                                         | «П'єса»                         | Перемога  |
| 2002 | Премія MBC драма                            | Нагорода за популярність                                             | «Лис і цукрова вата»            | Перемога  |
| 2005 | Премія SBS драма                            | Нагорода за майстерність, кращий актор довготривалої драми           | «Земля»                         | Перемога  |
| 2006 | 40-ий День платників податків               | Поляка від Прем'єра-міністра                                         | Н/Д                             | Перемога  |
| 2007 | Премія SBS драма                            | Нагорода за майстерність, кращий актор мінісеріалу                   | «Поспій за каннамськими мамами» | Перемога  |
| 2008 | 45-та Премія «Великий дзвін»                | Найкращий актор другого плану                                        | «Повернення»                    | Перемога  |
| 2009 | 3-ій Міжнародний музичний фестиваль у Тегу  | Нагорода «Популярна зірка»                                           | Н/Д                             | Перемога  |
| 2010 | 18-та Премія мистецького кіно Чхунса        | Найкращий актор другого плану                                        | «Мох»                           | Перемога  |
| 2010 | 19-та Кінопремія Буїль                      | Найкращий актор другого плану                                        | «Хахаха»                        | Перемога  |
| 2010 | 31-ша Кінопремія «Блакитний дракон»         | Найкращий актор другого плану                                        | «Мох»                           | Номінація |
| 2011 | 12-та Премія пусанських кінокритиків        | Найкраща чоловіча роль                                               | «День, коли він прийшов»        | Перемога  |
| 2012 | 5-та Премія стильна ікона                   | Топ 10 стильних ікон                                                 | Н/Д                             | Перемога  |
| 2012 | Премія асоціації корейських рекламодавців   | Нагорода «Хороша модель»                                             | Н/Д                             | Перемога  |
| 2012 | 21-ша Кінопремія Буїль                      | Найкраща головна чоловіча роль                                       | «У іншій країні»                | Номінація |
| 2012 | 49-та Премія «Великий дзвін»                | Найкращий актор другого плану                                        | «У іншій країні»                | Номінація |
| 2012 | 1-ша Премія Зірок корейських драм           | Нагорода за майстерність, кращий актор                               | «Мій чоловік має сім'ю»         | Перемога  |
| 2012 | 1-ша Премія Зірок корейських драм           | Нагорода за популярність                                             | «Мій чоловік має сім'ю»         | Перемога  |
| 2012 | Премія KBS драма                            | Нагорода за високу майстерність (актори)                             | «Мій чоловік має сім'ю»         | Перемога  |
| 2012 | Премія KBS драма                            | Нагорода за майстерність, кращий актор довготривалої драми           | «Мій чоловік має сім'ю»         | Номінація |
| 2012 | Премія KBS драма                            | Нагорода Netizen (актори)                                            | «Мій чоловік має сім'ю»         | Номінація |
| 2012 | Премія KBS драма                            | Краща пара (разом із Кім Нам Джу)                                    | «Мій чоловік має сім'ю»         | Перемога  |
| 2013 | 49-та Премія мистецтв Пексан                | Найкращий актор (ТБ)                                                 | «Мій чоловік має сім'ю»         | Номінація |
| 2013 | 50-та Премія «Великий дзвін»                | Найкращий актор другого плану                                        | «Легендарні кулаки»             | Номінація |
| 2013 | 25-та Премія корейських продюсерів          | Кращий виконавець, категорія телевізійний актор                      | Н/Д                             | Перемога  |
| 2013 | Премія SBS драма                            | Нагорода за високу майстерність, кращий актор мінісеріалу            | «Таємниця народження»           | Номінація |
| 2014 | 8-ий Міжнародний музичний фестиваль у Тегу  | Нагорода «Зірка року»                                                | Н/Д                             | Перемога  |
| 2015 | 9-ий Міжнародний музичний фестиваль у Тегу  | Нагорода «Зірка року»                                                | Н/Д                             | Перемога  |
| 2015 | 4-та Музична премія Yegreen                 | Актор року                                                           | Н/Д                             | Перемога  |
| 2015 | 8-ма Премія корейської драми                | Нагорода за високу майстерність (актори)                             | Почув це через виноградну лозу  | Номінація |
| 2015 | 4-та Премія «Зірок МААТР»                   | Нагорода за високу майстерність, кращий актор довготривалої драми    | Почув це через виноградну лозу  | Номінація |
| 2015 | Премія SBS драма                            | Нагорода за високу майстерність, кращий актор середньотривалої драми | Почув це через виноградну лозу  | Перемога  |
| 2016 | 3-тя Кінопремія «Дика квітка»               | Найкращий актор другого плану                                        | «Питання тлумачення»            | Номінація |
| 2018 | 12-ий Міжнародний музичний фестиваль у Тегу | Нагорода «Зірка року»                                                | Н/Д                             | Перемога  |
| 2019 | Премія MBC розваги                          | Нагорода «Різноплановий шоумен»                                      | Профінансуємо разом             | Перемога  |
| 2019 | Премія KBS драма                            | Нагорода за високу майстерність (актори)                             | «Печінка або смерть»            | Перемога  |
| 2019 | Премія KBS драма                            | Нагорода за майстерність, кращий актор середньотривалої драми        | «Печінка або смерть»            | Номінація |
| 2019 | Премія KBS драма                            | Нагорода Netizen (актори)                                            | «Печінка або смерть»            | Номінація |
| 2019 | Премія KBS драма                            | Краща пара (разом із Сін Тон Мі)                                     | «Печінка або смерть»            | Перемога  |

### Рейтингові списки
| Видавець | Рік  | Список                | Ранг  | Прим.  |
| -------- | ---- | --------------------- | ----- | ------ |
| Forbes   | 2013 | Korea Power Celebrity | 12-те | [ 46 ] |